# هاريسون هانسن
هاريسون هانسن (بالإنجليزية: Harrison Hansen)‏ هو لاعب دوري الرغبي نيوزيلندي، ولد في 26 أكتوبر 1985 في أوكلاند في نيوزيلندا.